# Acmopolynema delphacivorum
Acmopolynema delphacivorum är en stekelart som beskrevs av Fidalgo 1989. Acmopolynema delphacivorum ingår i släktet Acmopolynema och familjen dvärgsteklar. Inga underarter finns listade i Catalogue of Life.